# Modelvliegtuig
Een modelvliegtuig is een al dan niet op schaal gebouwd klein onbemand vliegtuig, dat dient als kinderspeelgoed of als hobbymateriaal voor volwassenen.

## Bouwmateriaal
Het gebruikte materiaal moet zo licht mogelijk zijn. Daarom wordt voor de houtgebouwde modellen balsahout en dun berken triplex gebruikt. De meeste modellen bestaan uit hout met uitzondering van indoor toestellen, die bestaan uit depron. Tegenwoordig worden veel modelvliegtuigen gemaakt van piepschuim zoals EPP of EPO: het voordeel van dit materiaal is dat het sterk, goedkoop, licht en eenvoudig te repareren is.

## Categorieën

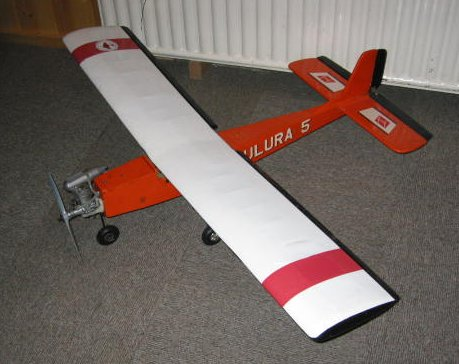
model Tulura met brandstofmotor

Een modelvliegtuig kan
- een vrijevluchtmodel of
- een lijnbestuurd model of
- een radiobestuurd model zijn.

## Vrijevluchtmodelvliegtuigen
Vrijevluchtmodelvliegtuigen zijn niet uitgerust met een besturingsinstallatie. Na de start kan de piloot dan ook geen enkele invloed meer uitoefenen op het model. Deze modellen beschikken over een grote mate van eigen stabiliteit zodat ook onder turbulente vliegomstandigheden het model weer snel in zijn normale vliegstand terugkomt.
Vrijevluchtmodellen kunnen we onderscheiden in vier hoofdgroepen:
- zweefmodellen
- rubbermotormodellen
- indoor modellen
- modellen met verbrandingsmotor

### Zweefmodellen
Deze modellen worden gestart met behulp van een 50 meter lange startlijn. De piloot moet het model zelf door lopen optrekken. De kunst is het model te ontkoppelen in stijgwind (thermiek). Na het ontkoppelen wordt het richtingsroer vrijgegeven zodat het model in een constante bocht terechtkomt. Door middel van een mechanische- of elektronische timer wordt de vluchtduur beperkt tot maximaal drie minuten (onder andere afhankelijk van de windsterkte en de terreinafmetingen). Na de ingestelde vluchttijd wordt het stabilo onder een hoek van circa 35 graden gezet waarna het model overtrekt en in een (vlakke) vrille (tolvlucht) naar beneden komt. De modellen wegen minimaal 410 gram (meestal tussen de 415 en 425) waardoor bij de landing geen schade ontstaat.

### Rubbermotormodellen
Deze modellen (minimumgewicht: 200 gram) worden aangedreven door een zogenaamde rubbermotor die bestaat uit een aantal strengen van rubber met een totaal gewicht van maximaal 30 gram. Deze strengen worden met behulp van een boortol opgewonden tot circa 400 omwentelingen van de streng. De rubbermotor drijft een relatief grote propeller aan, die het model in een motorlooptijd van ongeveer 40 seconden naar zo'n 60 tot 70 meter hoogte brengt. Nadat de rubbermotor is afgelopen vouwt de grote propeller zich langs de romp teneinde de luchtweerstand te verminderen. De vluchtduur wordt op dezelfde wijze beperkt als bij de zweefmodellen met een mechanische- of elektronische timer.

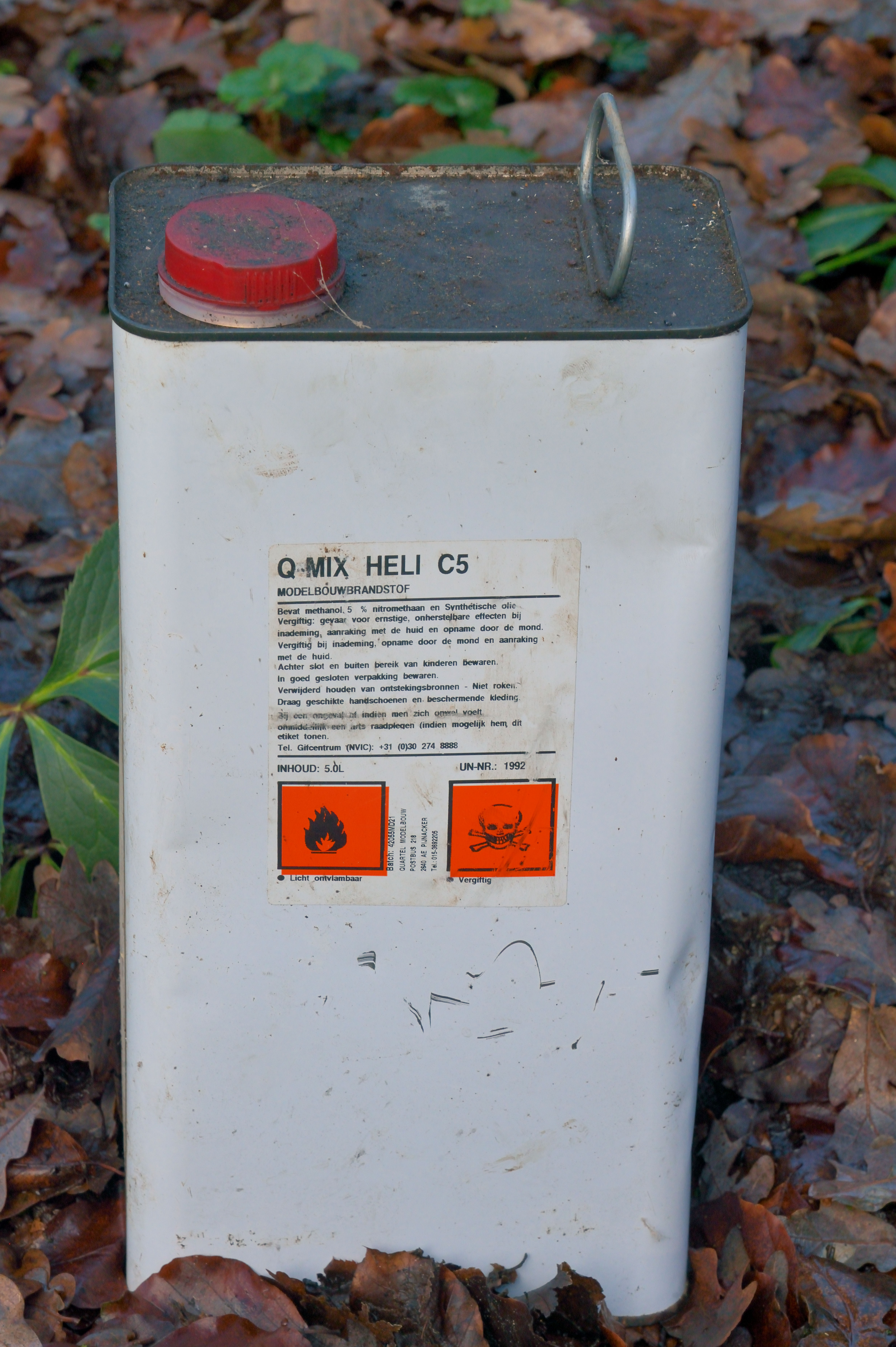
Brandstof

### Indoormodellen

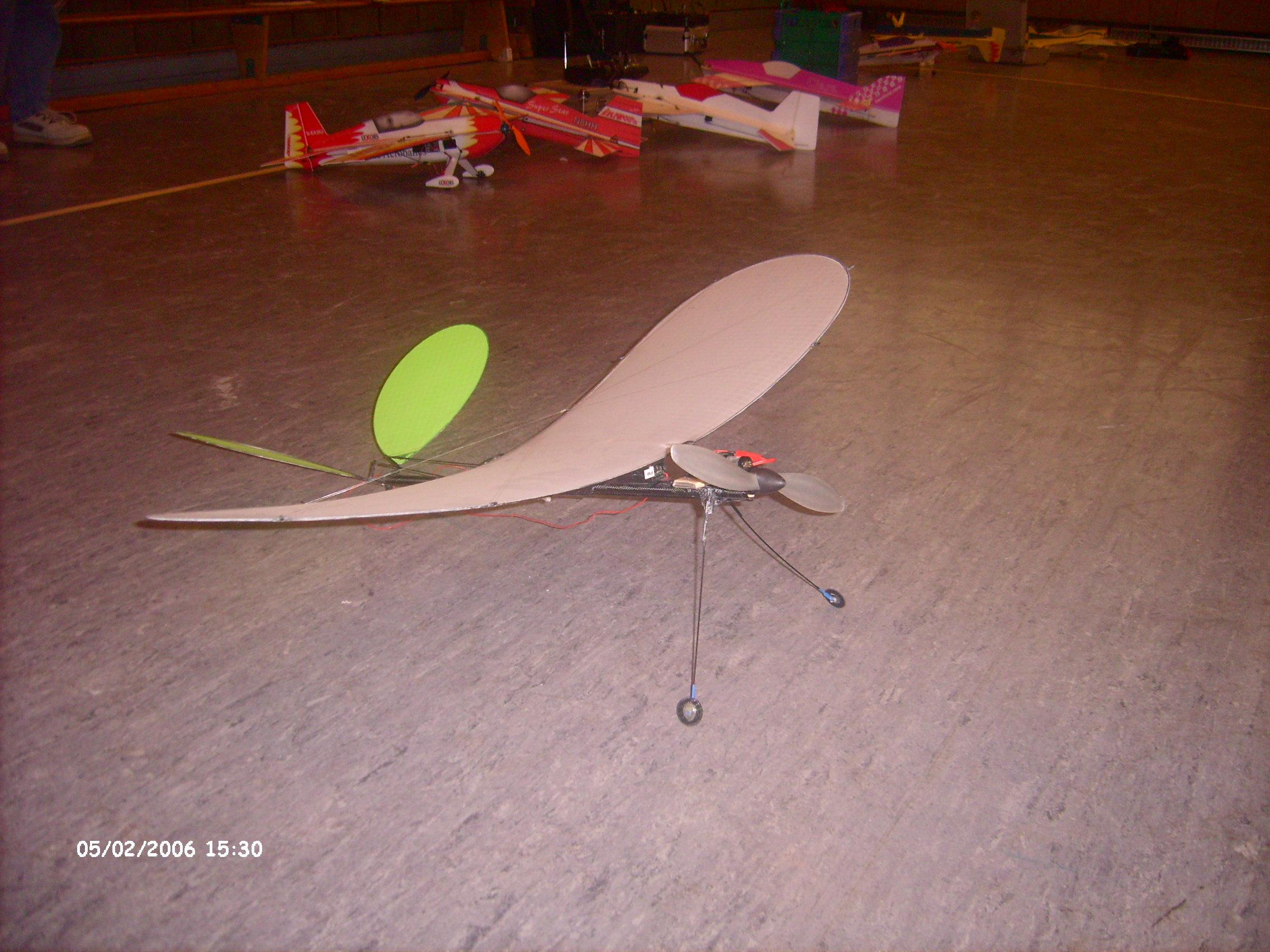
Indoormodelvliegtuig

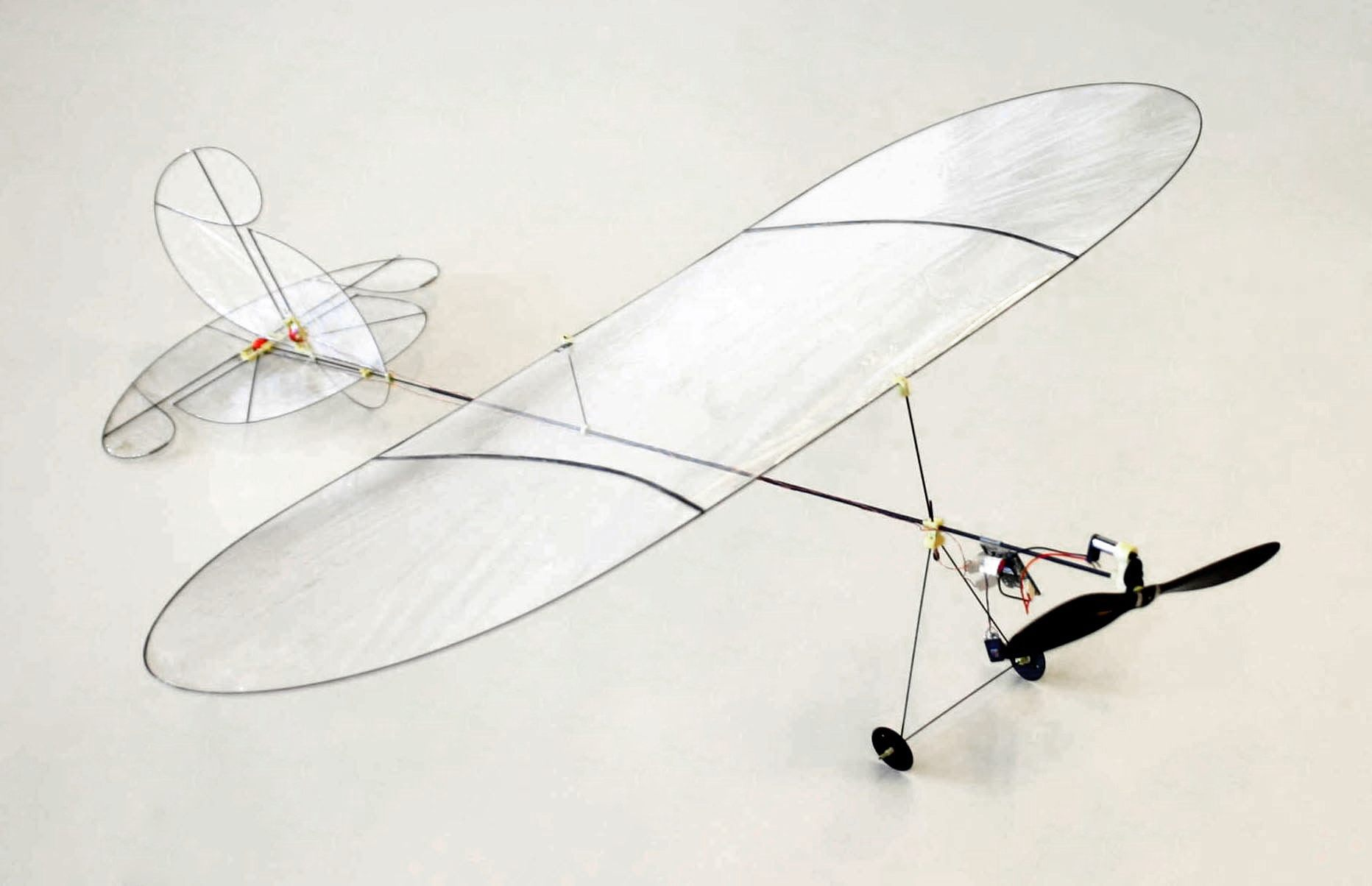
6 grams indoormodelvliegtuig

Dit zijn kleine en zeer lichte (enkele grammen) modellen, meestal aangedreven door een rubbermotor die een grote langzaam draaiende propeller aandrijft. Met dit type modellen kan alleen worden gevlogen in gesloten ruimtes die nagenoeg vrij zijn van turbulentie. Vluchttijden van meer dan 30 minuten zijn in deze klasse geen uitzondering. Deze modellen zijn niet in de handel verkrijgbaar, zelfs niet als bouwdoos, en moeten dus eigenhandig worden gebouwd. Gezien de fragiele constructie vereist dit een grote vaardigheid van de bouwer.

### Modellen met verbrandingsmotoren (power-modellen)

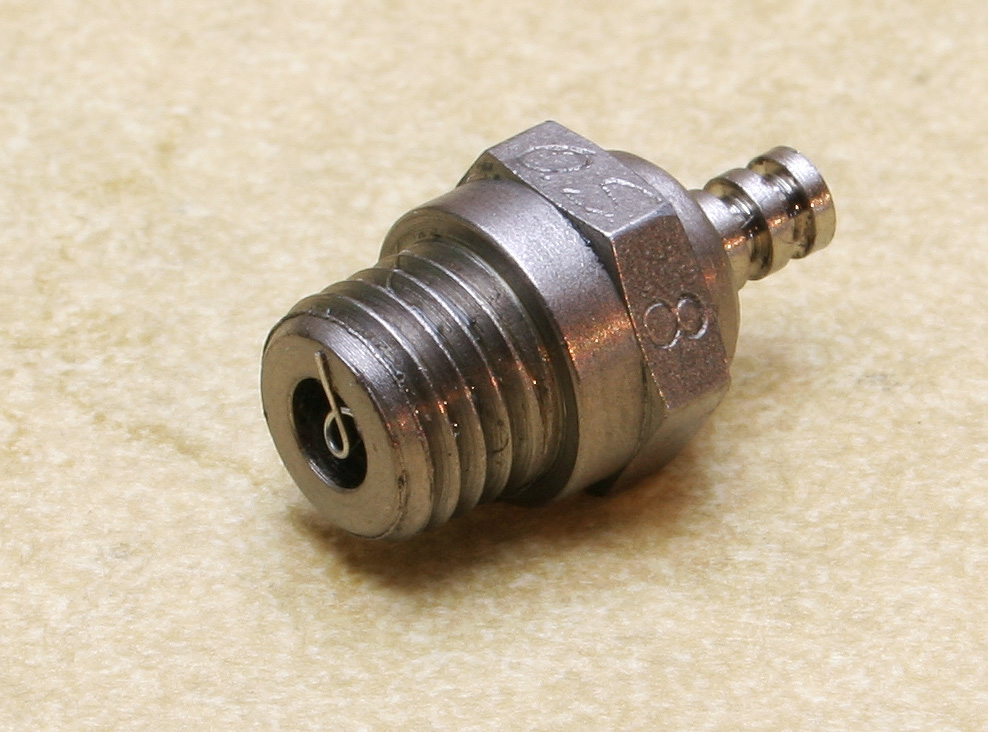
Gloeiplug nr. 8 (OS)

Deze modellen worden aangedreven door een zogenaamde gloeiplugmotor. Deze hoogtoerige motoren (30 000 RPM) jagen het model in maximaal 5 seconden naar zo'n 60 tot 80 meter hoogte. Tijdens wedstrijden mag de motorloop niet langer dan vijf seconden duren. Dit wordt door middel van een timer geregeld. Nadat de motor is gestopt gaat het model nog even verticaal verder en nadat de neus voorover wordt gedrukt gaat het toestel als zweefvliegtuig verder. Ook hier wordt de maximale vluchtduur beperkt door middel van een timer. Deze klasse wordt in Nederland en België nauwelijks nog gevlogen, voornamelijk omdat men niet (meer) beschikt over terreinen van voldoende grote afmetingen. De terreinen waar gevlogen wordt zijn meestal ook natuurgebieden waar het gebruik van verbrandingsmotoren niet is toegestaan.

### Wedstrijden met vrijevluchtmodellen
Vrije vlucht is een typische wedstrijdsport die zowel op nationaal als internationaal niveau wordt gevlogen. Er worden dan ook zowel Europese als wereldkampioenschappen in georganiseerd. In grote lijnen ziet een vrijevluchtwedstrijd er als volgt uit:
- Zeven vluchten van maximaal 3 minuten levert maximaal 180 punten per vlucht op (1 punt per gevlogen seconde). Men moet echter wel eerst die 3 minuten zien te halen en dat kan alleen door thermiek te vinden en dus tactisch te vliegen; dat is beslist niet eenvoudig.
- De zeven vluchten worden in zogenaamde rondes van 1 uur gevlogen. Men is dus echt de hele dag op het veld.
- Als na de wedstrijd meerdere deelnemers 'vol' staan (dat wil zeggen zeven vluchten met een maximale score van 180) worden er beslissingsvluchten gemaakt, waarbij de maximale vluchtduur steeds met twee minuten wordt verhoogd.

Deze 'Fly off' rondes duren slechts tien minuten, dus er mag niks mis gaan, want veel tijd om een herstart te maken is er niet.
Vaak worden er in deze rondes andere, slankere, modellen gebruikt dan tijdens de rondes overdag. Tegen de avond zijn de luchtcondities immers kalmer en kan men 'kritischer' vliegen.
Vrije vlucht is dus een echte sport. De modellen moeten vaak na de vlucht van grote afstanden (soms 2 kilometer of meer afhankelijk van de windsterkte) lopend of op de fiets worden opgehaald. Goede conditie is dus belangrijk.

## Lijnbestuurde modellen
In deze tak van de modelvliegsport, meestal aangeduid met LB, vliegen de modellen in een cirkel rond de -meedraaiende- piloot die het model bestuurt door middel van een stuurhandvat, verbonden met het model door twee superdunne (roestvrij)stalen lijnen (en géén touwtjes zoals een hardnekkig fabeltje wil doen geloven).
Deze lijnen komen het model binnen door de linker (=binnenste) vleugeltip en zijn verbonden met een mechanisme -de tuimelaar- dat op zijn beurt het hoogteroer en soms ook vleugelkleppen doet bewegen. Hierdoor kan het model omhoog en omlaag worden gestuurd. In het begin wordt bijna iedereen duizelig, maar na zo’n vlucht of 10 is dit meestal verdwenen.
Een ervaren LB-piloot kan tegelijkertijd zowel het model als de omgeving waarnemen en, als het nodig is, tijdens het sturen ook nog andere taken uitvoeren.
Als dit alles was, dan zou men er waarschijnlijk snel op uitgekeken raken. Maar door de combinatie van vliegsnelheid en de daarbij passende lijnlengte ontstaat er een trekkracht op de lijnen die groter is dan het modelgewicht. Hierdoor kan het model -afhankelijk van het ontwerp- alle punten bereiken op de denkbeeldige halve bol met de lijnlengte als straal. Hiermee ligt de weg open naar het spectaculaire kunstvliegen.

## Radiobestuurde modellen

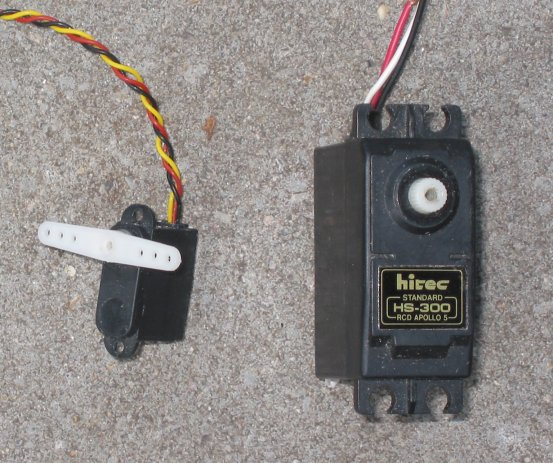
servo's

In radiografisch bestuurbare (RC) modellen bevindt zich in het modelvliegtuig een ontvanger. Deze ontvanger verwerkt de stuursignalen, die door de piloot op de grond door middel van een zender worden uitgezonden, en stuurt deze signalen door naar de zogenaamde servo's. Dit zijn kleine elektromotortjes die onder eenzelfde hoek verdraaien als de stuurknuppel op de zender. Door middel van stootstangen of stuurkabels wordt de beweging van de servo's overgebracht op de roeren.
Radiografisch bestuurde modellen kunnen worden onderverdeeld in drie hoofdcategorieën:
- zweefvliegtuigen
- motorvliegtuigen
- helikopters

### Zweefvliegtuigen
Ook binnen de categorie zweefvliegtuigen kan men weer onderscheid maken tussen twee hoofdgroepen:
- zweefvliegtuigen
- zweefvliegtuigen met hulpmotor

Zweefvliegtuigen zijn niet voorzien van een aandrijving. Om deze modellen in de lucht te krijgen moeten ze worden gelanceerd. Dit kan op een aantal manieren gebeuren:
- Handstart: Hierbij wordt het model uit de hand gestart, bijvoorbeeld van een heuvel of berghelling, waarna het model in de zogenaamde hellingstijgwind kan blijven vliegen.
- Bungee-start: Het model wordt gestart met een nylonlijn van ongeveer 120 meter lengte, die aan het uiteinde (het einde dat aan de grond wordt verankerd), is voorzien van ongeveer 30 meter elastiek.
- Lierstart: Het model wordt opgelierd met behulp van een elektrische lier en zo'n 150 meter nylonlijn.
- Vliegtuigsleepstart: Hierbij wordt het model gestart met behulp van een motormodelvliegtuig dat het zweefmodel op de gewenste hoogte brengt.

Bij zweefvliegtuigen met hulpmotor dient de motor uitsluitend om het model te starten en op hoogte te brengen. Deze motor kan een elektromotor of een verbrandingsmotor zijn.
Elektromotoren hebben het voordeel schoon en geluidsarm te zijn en ze kunnen op elk gewenst moment worden gestart en worden afgezet. Nadat het model op hoogte is gekomen wordt de motor afgezet en begint de eigenlijke zweefvlucht.

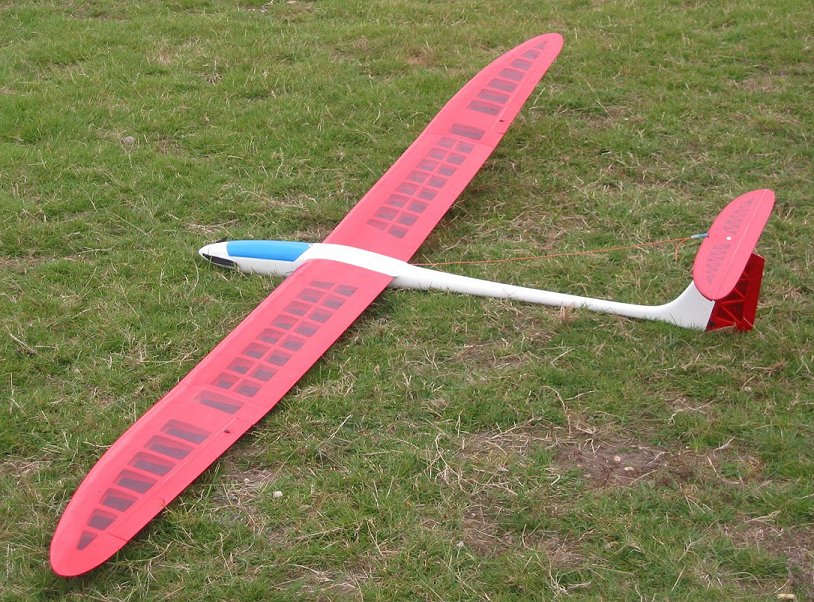
zweefvliegtuig met elektromotor

### Motorvliegtuigen
De motorvliegtuigen en helikopters kunnen voorzien zijn van een elektromotor, zuigermotor of een gasturbine.

#### Elektromotoren
Veel modelvliegers kiezen tegenwoordig voor elektromotoren. Er zijn legio redenen om dit te doen:
- Goedkoop: Elektromotoren zijn al te koop vanaf ca. 10 euro, zuigermotoren zijn vaak een flink stuk duurder.
- Klein: De afmetingen zijn ook kleiner dan die van zuigermotoren. De maten worden onder andere weergegeven als bijvoorbeeld 3530: de diameter is dan 35 mm en de lengte 30 mm.
- Sterk: Moderne elektromotoren kunnen een behoorlijk vermogen leveren tot wel 2500 watt. Daarnaast kan de middels de KV-aanduiding een motor met veel trekkracht of juist een hoog toerental gekozen worden.
- Geluid: Een elektromotor maakt een stuk minder geluid dan bijvoorbeeld een zuigermotor.
- Veilig: Elektromotoren worden veel minder heet dan benzinemotoren, met name bij een crash is dit duidelijk een voordeel. Daarnaast hoeven ze niet stationair te draaien dus staan ze volledig uit zodra je het gas volledig terugneemt.
- Makkelijk: Doordat je de motor volledig stil kan zetten kan je elektromotoren goed gebruiken voor motorzwevers. Daarnaast kan het landen voor beginners met de motor helemaal uit makkelijker zijn dan landen met een draaiende propeller.
- Eenvoud: Borstelloze elektromotoren worden middels drie aansluitingen aan de speed-controller verbonden. De volgorde van de aansluitingen maakt niet uit: ze zitten altijd goed. Als de propeller de verkeerde kant op draait, is het simpelweg een kwestie van twee draden omwisselen.
- Brandstof: In plaats van licht ontvlambare brandstoffen worden vaak LiPo accu's gebruikt. Deze accu's zijn klein, licht en niet duur. Ze moeten wel met zorg behandeld worden: LiPo-accu's kunnen bij verkeerd gebruik exploderen. Desondanks dat zijn ze toch aanzienlijk minder gevaarlijk dan ontvlambare brandstoffen.

## Clubs
De meeste beoefenaars van deze sport zijn verenigd in clubs, die een eigen vliegveldje beheren. Iemand die met deze sport wil beginnen kan het vliegen eerst van een gevorderde vlieger leren, omdat de bediening niet eenvoudig is en het model gemakkelijk stuk gevlogen kan worden. Modelluchtvaart is erkend als sport door het B.O.I.C, Koninklijke Belgische Aëro club, het Internationaal Olympisch Comité en BLOSO.
Het kan voorkomen dat er wachtlijsten zijn bij de clubs.
Advies is om toch geduldig te wachten daar zelf "wild" vliegen grote schade aan eigen en andermans spullen kan veroorzaken.
Hiervan kan zelfs de gehele modelvliegsport in Nederland en België ernstig te lijden hebben.

### België
Veel van de clubs zijn vaak regionaal verbonden zoals binnen de Vereniging voor Modelluchtvaartsport (VML) voor Vlaanderen en de Association d'Aéromodélisme (AAM) voor Wallonië. Deze twee hebben samen de Belgische Modelluchtvaartliga (BML) opgericht voor vertegenwoordiging bij de Koninklijke Belgische Aero club (KBAC) en de internationale Fédération Aéronautique Internationale (FAI).

### Engeland
De British Model Flying Association (BMFA) voor modelvliegsport is een Engelse overkoepelende vereniging met 820 clubs en 36000 leden.

## Wedstrijden
Er zijn plaatselijke wedstrijden, maar ook wedstrijden tot op wereldniveau. Er worden wedstrijden gehouden, waarbij het gaat om zo goed mogelijk een reeks van voorgeschreven figuren te vliegen, maar er zijn ook wedstrijden waar zo hard mogelijk wordt gevlogen: het pylonracen.
Bij combatwedstrijden is het de bedoeling om stukjes van het papieren lint achter het vliegtuig af te vliegen. Combat gebeurt alleen met lijnbestuurde vliegtuigen, waarbij twee deelnemers naast elkaar in het midden van de te vliegen cirkel staan.
Er zijn dan ook verschillende wedstrijden in verschillende disciplines.
Zoals thermiekzweven, hier moet men proberen in een werktijd van 10 minuten zo lang mogelijk in de lucht te blijven,om daarna te landen zo dicht mogelijk bij een doel.
Wie dan het langst maar toch binnen de tijd heeft gevlogen en de beste landing maakt die wint de wedstrijd.
De zwevers worden door middel van een lier in de lucht gebracht.

## Beginner
Een beginner kan het beste aanvangen met een eenvoudig model om hiermee de eerste beginselen van het bouwen en afstellen van een modelvliegtuig te leren.

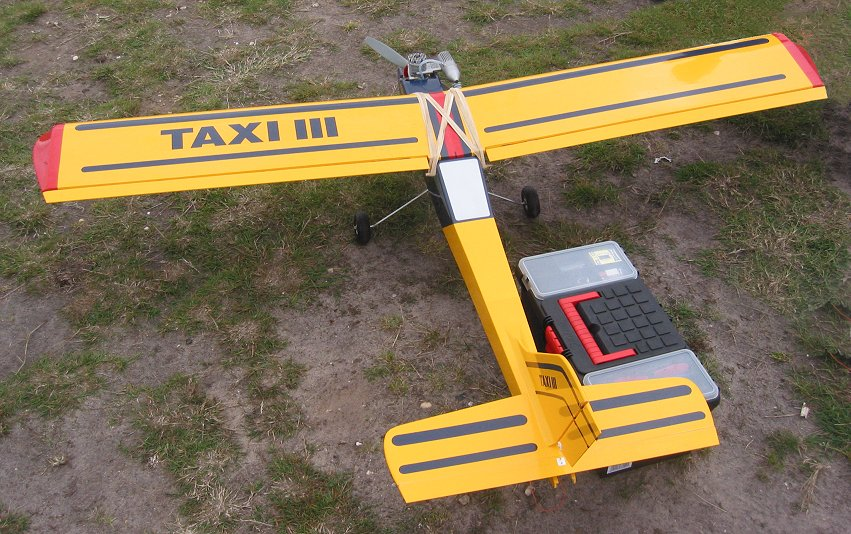
Taxi modelvliegtuig met brandstofmotor

Een beginner kan, als hij met een brandstofmotor wil leren vliegen, het beste met het model Charter, Taxi of Calmato beginnen. Dit zijn modellen die zich makkelijk laten bouwen en vliegen. Ook is het heel goed mogelijk om een elektrotoestel als eerste vliegtuig te nemen. Via een club of via internet kan eventueel een goedkoop tweedehands model gekocht worden.

## Gevorderden

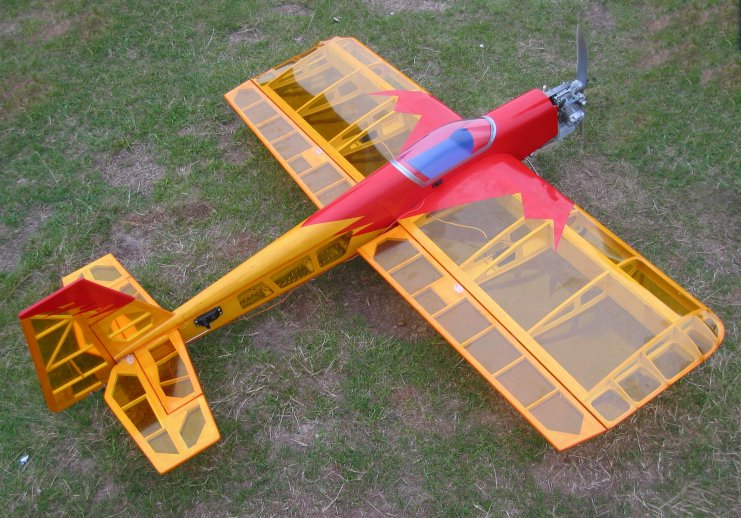
3D modelvliegtuig met brandstofmotor

Gevorderde RC-vliegers gebruiken soms zogenaamde 3D-modellen waarvan -zoals bij de meeste kunstvluchtmodellen- de vleugels een symmetrisch profiel hebben (de boven- en onderkant van de vleugel hebben dezelfde vorm). Hierdoor vliegt het model even goed ondersteboven als rechtop. Ook zijn de stuurvlakken in vergelijking met de gewone kunstvluchtmodellen zeer groot, vergelijkbaar met die van lijnbestuurde modellen. Hierdoor is de wendbaarheid, ook bij lage snelheden, zeer groot.
Met een 3D-model zijn zeer bijzondere vliegfiguren mogelijk, zoals hoveren. Bij het hoveren hangt het model, met de neus recht naar boven, stil in de lucht. Het hangt dus volledig aan de propeller.

## Experts
Een nieuwe RC-discipline is het 4D-vliegen. Dit houdt in dat het toestel zowel voor als achteruit kan vliegen. Het zijn elektromotors waarop een verstelbare propeller is bevestigd die voor dit effect zorgt. Dit soort motors worden enkel op indoortoestellen geplaatst omdat ze minder wegen (200-300 g).
Nog een RC-discipline voor experts is het besturen van een vliegtuig dat aangedreven wordt door een turbine/jet. De hoogste snelheid ooit gemeten met een dergelijk toestel is 580 km/h.